# Повернення кримських татар із депортації

Світлина «Тут буде наш дім, синку!» Ріфхата Якупова.

Повернення кримських татар із депортації (крим. Qırımtatar halqınıñ sürgünlikten qaytması) чи просто Авдєт (тобто повернення, крим. Avdet) — репатріація кримських татар до Криму, що почалася 1989 року як наслідок Перебудови в СРСР та політики Гласності, внаслідок яких стало можливе відкрите обговорення злочинів сталінізму.
Депортацію кримських татар радянська влада провела в травні 1944 року. Все неслов'янське населення Криму виселили в Центральну Азію, переважно в Узбекистан. На відміну від більшості депортованих в сталінські часи, кримським татарам не дозволили повернутися на історичну батьківщину в часи Відлиги 1950—1960-х. У 1989—1993 роках повернулося 250 тисяч осіб (близько половини від усіх кримських татар СРСР). Станом на 2010-ті роки кримські татари становлять 10—12 % населення Криму (для порівняння, у 1926 — 26 %, у 1897 — 35,5 %).
Основними проблемами, з якими стикалися кримці під час повернення, були відсутність кримської прописки та труднощі з працевлаштуванням без неї, неможливість повернутися в житло, що належало їхнім предкам до депортації, труднощі з отриманням будь-якого житла, зокрема з отриманням землі для будівництва нових будинків, та антикримськотатарська пропаганда.

## Перші десятиліття після депортації
1944 року Червона армія вибила німецькі війська з Криму. Відтак 18—21 травня 1944 кримських татар, а також інші неслов'янські народи Криму депортували в Центральну Азію. У 1945-му ліквідували Кримську автономію і створили Кримську область, а майже всі населені пункти з кримськотатарськими назвами перейменували.
Після смерті Сталіна 1953 року в СРСР почалася Хрущовська відлига. Влада дозволила повернутися на батьківщину іншим депортованим під час Другої світової народам: калмикам, чеченцям, інгушам, проте кримським татарам було й надалі заборонено повертатися до Криму. У 1956 році скасували кримінальну відповідальність за втечу зі спецпоселень, але реабілітації не сталося (звинувачення у державній зраді залишилося).
17 травня 1968 року 800 кримських татар провели мітинг у Москві. Учасників побили, частину відправили в табори (серед них був Мустафа Джемілєв, майбутній лідер кримськотатарського руху). 1978 року Муса Мамут вчинив самоспалення на знак протесту.
Виник кримськотатарський рух за повернення, дисидентів якого відправляли в табори. У 1960-ті та 1970-ті в окремих випадках влада дозволяла незначну кількість переселень до Криму (у 1969—104 сім'ї, у 1970 — 45 сімей, 1971 — 65 сімей).
Згодом зняли заборону на повернення до місць колишнього проживання, але фактично було неможливо отримати прописку в Криму, що в радянських реаліях означало неминучу повторну депортацію. Відтак кримці стали селитися в регіонах ближче до Криму — на Херсонщині та на Кубані.

## Масове повернення

### Перебудова і реабілітація
У 1985 році в СРСР почалася Перебудова з певною лібералізацією. З'явилися кримськотатарські політичні течії — Організація кримськотатарського національного руху (ОКНД), створена на основі Центральної Ініціативної Групи і в якій ключову роль відігравав Мустафа Джемілєв, і Національний рух кримських татар (НДКТ), на чолі з Юрієм Османовим. У 1987—1988 відбувалося багато акцій по всьому СРСР, а делегації кримських татар відвідували правозахисників, редакції газет і журналів, центральне телебачення у Москві. У 1987 дві тисячі кримських татар провели мирну ходу з Тамані до Сімферополя. Деякі активісти оголошували голодування. Відбувалися пікети на Червоній площі у Москві.
У жовтні 1987 у Кремлі відбулося засідання Державної комісії під керівництвом голови Президії Верховної Ради СРСР Андрія Громика, яка рекомендувала «більш повне задоволення культурних запитів кримських татар і зваженого підходу». Комісії з керівників Компартії Кримської області УРСР відвідували Узбецьку РСР, після чого робили висновки, що повернення займе багато років, через брак соціальної інфраструктури в Криму.
Наприкінці 1987 Рада міністрів СРСР ухвалила постанову про «тимчасове обмеження прописки для людей, які прибувають, у низці міст і районів Криму». У цьому переліку був весь Південний берег Криму, а також усі великі міста півострова. Дозволяли селитися у селах степового Криму далеко від моря. Великою проблемою було знайти житло: якщо власники погоджувалися продати будинок кримським татарам, представники влади давали їм зрозуміти, що не дозволять більше прописатися в Криму.
14 листопада 1989 року Верховна Рада СРСР реабілітувала всі репресовані народи та визнала незаконними й злочинними репресивні акти проти них: наклеп, геноцид, насильницьке переселення, режим терору в місцях спецпоселень. Того ж 1989 року Мустафа Джемілєв повернувся з родиною до Криму, у Бахчисарай. 1992 року до Криму повернулися 166 тисяч інших кримських татар.

### Пропаганда
Російське населення Криму, яке становило демографічну більшість на півострові, часто було вороже налаштоване щодо повернення кримських татар, сприймаючи це як вторгнення. Люди, що переїхали в Крим після 1944 року, не бачили кримських татар до їхнього повернення і здебільшого мало що знали про них. Місцева влада через ЗМІ та чутки поширювала негативну інформацію, наприклад, що кримські татари розлючені через виселення і коли повернуться, то будуть мститися. Журналіст Микола Семена, який приїхав до Криму в 1982 році, розповідав, як у Сонячній Долині (до 1948 Кози́) під Судаком чоловіки організовували чергування, щоб зустріти кримських татар. Крім того, преса писала про вигадані звірства кримських татар під час Другої світової війни та про «екстремістів» в Узбекистані.
Місцевих росіян закликали купувати побільше земельних ділянок, щоб не допустити їхньої купівлі кримськими татарами. За сприяння кримської влади, кримським татарам надалі створювали бюрократичні перешкоди для купівлі землі та житла в Криму, а державну землю, яку було призначено для перерозподілу кримськотатарським репатріантам для будівництва житла, зрештою передавали слов'янському населенню в Криму для садів і дач. Періодично російські націоналісти організовували протести під гаслами «Татарських зрадників — геть із Криму!».

### Питання громадянства та конфлікти щодо права на землю

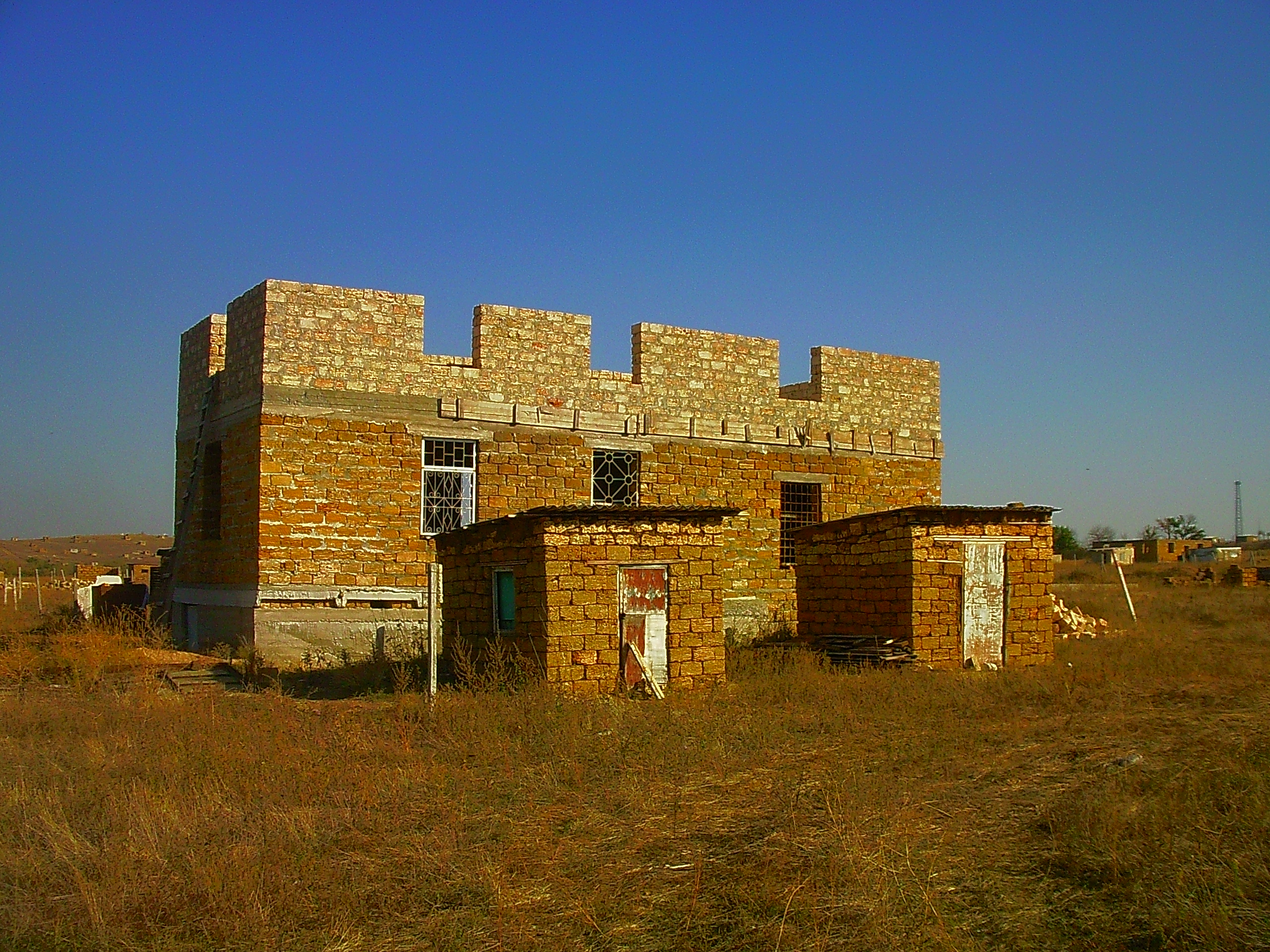
Приклад самопоселення

Після розпаду СРСР Крим перейшов під юрисдикцію України, але українська влада надавала обмежену підтримку поселенцям. Лише 150 тисяч людей з тих, що повернулися в УРСР до 1991 року, автоматично отримали українське громадянство, тоді як ще 100 тисяч, які повернулися після 1991 року, постали перед бюрократичними труднощами[джерело?].
Проблеми з купівлею житла спонукали людей будувати будинки самостійно. У 1990-х почалося розпаювання колгоспних земель і передача їх у приватну власність тим, хто працював у колгоспах Криму (що виключало передачу землі кримським татарам, які в післявоєнний радянський час працювали в Узбекистані та Киргизстані). Кримськотатарські правозахисники вели переговори з місцевою владою, щоб отримати принаймні найбільш непридатну для життя землю на пустирях. Переважно ці перемовини не мали успіху: станом на 2000 рік було 46603 заявки від переселенців на отримання паїв землі, більшість із яких було відхилено.
Окрім протестів, кримці почали вдаватися до самопоселення, яке влада називала «самозахопленням». Спершу створювали тимчасові наметові містечка, а тоді будували постійні будинки. Матеріали часто привозили з Кубані. Міліція, військові та іноді місцеві намагалися перешкодити будівництву, штурмуючи наметові містечка (один із найвідоміших таких випадків стався в жовтні 1992 року під Алуштою). У більшості поселень вівся журнал, де фіксувалося, хто потребує ділянки, хто чергує, хто здає гроші на межування, щоб потім узаконити. Конфлікти щодо землі тривали й у 2000-их[джерело?].

## Реінтеграція кримських татар в Україні
На початку 1990-х років Верховна Рада Криму ухвалила закон, за яким на виборах до кримського парламенту наступного скликання зі 100 мандатів 14 мали надати представникам кримськотатарського народу. Відтак у 1994 році члени Меджлісу стали депутатами Верховної Ради Криму. Щоправда, пізніше Закон про вибори було змінено і в наступних скликаннях кримські татари або не були представлені взагалі, або мали лише кількох депутатів[джерело?].
Конституція України 1996 року ввела поняття «корінних народів», до яких належать і кримські татари.
З 1991 по 2014 роках Україна виділила 1 мільярд доларів США (в перерахунку) за програмою розселення депортованих. Крім того, до фінансування приєдналися Туреччина та міжнародні донори.
У 2021 році набув чинності закон про корінні народи України. Відповідно до нього, корінними народами України на території Криму є кримські татари, караїми та кримчаки, вони мають право на самовизначення у складі України та політичний статус. Прийняття закону створює юридичні передумови для кримськотатарської автономії у складі України[джерело?].

## Вплив деурбанізації на кримськотатарську громаду
До депортації більшість кримських татар мешкали в містах на Південному березі Криму, а в депортації приблизно дві третини кримських татар проживали в містах Центральної Азії. Натомість після повернення до Криму більшість були вимушені жити в селах степової частини півострова, де земля була менш цінною[джерело?].
Виключення значної частини кримськотатарського населення з економіки Південного узбережжя ще більше поглибило бідність репатріантів у степах, де вони часто не мали елементарних побутових умов, без комунікацій у нашвидкуруч побудованих будинках. Безробіття серед кримських татар іноді сягало 40-70 %; багато хто з добре освічених людей були змушені працювати на чорній роботі, значно нижчій за свій рівень кваліфікації. Проте менш як 2 % виїхали до Центральної Азії, при чому навіть вони виїхали переважно тимчасово. З часом міграція в межах Криму перемістилася трохи на південь, у напрямку їхніх батьківських сіл і ближче до міських районів, де можливості працевлаштування були кращими, але вартість життя вищою.
Навколо великих міст, таких як Севастополь, кримським татарам в середньому виділяли лише 0,04 акра землі невисокої якості або непридатної для сільського господарства Переселенці віднайшли 517 покинутих кримськотатарських сіл, але бюрократія перешкоджала зусиллям відновити їх..

## Ситуація після російської анексії Криму
Під час російської анексії Криму у 2014 році кримські татари активно виступали за збереження Криму у складі України. Російська влада в Криму використовувала щодо кримських татар залякування, тиск та кримінальне переслідування (заборони в'їзду, обшуки, затримання та ігнорування випадків зникнення або вбивств). Одним із перших випадків порушення прав була заборона в'їзду до Криму лідеру кримських татар Мустафі Джемілєву. Учасників протесту на підтримку Джемілєва оштрафували, а згодом заборонили в'їзд іншим лідерам Меджлісу, включно з Рефатом Чубаровим. У 2016 році в Криму було заборонено діяльність Меджлісу як «екстремістської організації». Найвідомішими випадками переслідування кримських татар після російської анексії є «Справа 26 лютого» та «Справа Хізб ут-Тахрір».
За оцінкою голови Меджлісу Рефата Чубарова, у 2014—2024 роках з Криму виїхало близько 50 тисяч кримських татар (бл. 16,5 % від тієї кількості, що жила в Криму напередодні анексії).
Американський Інститут вивчення війни (ISW), а також українські правозахисники вважають[коли?], що Росія намагається штучно змінити демографічну ситуацію на окупованих українських територіях, а подекуди проводить етнічні чистки корінного населення.
В березні 2014 року російська окупаційна влада заявила про плани повернути[кому?] частину самозахоплених земель. Влітку 2014 року було прийнято закон про легалізацію більшості самозахоплених земель.